# HCNG

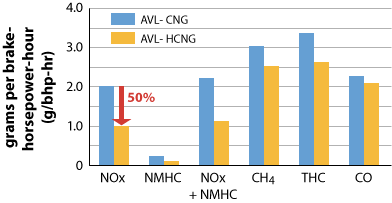
Comparaison des émissions GNV - HCNG

Le hydrogen/compressed natural gas abrégé en HCNG (ou H2CNG) est un mélange de gaz naturel pour véhicules et de 4 à 9 % d'hydrogène qui peut être utilisé comme carburant.